# フレスポ八潮
フレスポ八潮（フレスポやしお）は、埼玉県八潮市大瀬にある大型複合商業施設。2006年4月開業。

## 概要
大和リースが土地を借り、そこに各企業の希望に沿った商業施設を建設して建物を企業にリースする「借地ロックシステム」と呼ばれる形態で不動産の活用を行っている。
「フレスポ」とは、 Friendly Spot（親しみが湧く場所）の意としている。
八潮駅前に位置しており、周辺新興地域開発の要となっている。
近隣には、ピアラシティ（三郷市）やアリオ亀有（東京都葛飾区）といった大型複合商業施設が立地しており、当店の開業以来熾烈な競争となっている。しかし上記2店舗が総合スーパー (GMS) のイトーヨーカ堂を核テナントにし広域型ショッピングセンター (RSC) の形態を成しているのに対し、フレスポ八潮は食品スーパーのカスミを核テナントとした近隣型ショッピングセンター (NSC) の形態を取り、医療モールが存在するなど趣が異なる。

## 構成
- 敷地面積 ：20,958m2
- 延床面積 ：42,722m2
- 1階：物販/飲食/サービス/スーパーマーケット/SMBCのATM/宝くじ
- 2階：物販/飲食/サービス/クリニック
- 3階：物販/アミューズメント

各店舗の詳細は公式サイト「フロアガイド」または「ショップ検索」を参照。

## アクセス
- アクセスを参照